# Алдо Серена
Алдо Серена (на италиански: Aldo Serena), роден в Монтебелуна на 25 юни 1960 г. е италиански футболист, нападател.

## Кариера
За отбора на Италия изиграва 24 мача и отбелязва 5 гола, като взима участие Световното първенство през 1986 г., на Световното първенство през 1990 г. и на Олимпийските игри през 1984 г.. На световното през 1990 г. Серена отбелязва гол за победата с 2-0 над Уругвай на връх своята тридесетгодишнина, но впоследствие на полуфинала срещу Аржентина изпуска най-важната дузпа и „Адзурите“ отпадат от турнира.
През кариерата си Алдо Серена се състезава за редица клубове – Монтебелуна, Интер, Комо, АС Бари, Милан, ФК Торино и Ювентус. Неговия „пик“ е с отбора на Интер, когато през сезон 1989-90 под ръководството на Джовани Трапатони нерадзурите завоюват своята тринадесета титла в Серия А (т. нар. „Рекордно Скудето“), а Алдо Серена е коронясан за гол-майстор на турнира със своите 22 попадения, като това е неподобрен и до днес рекорд в първенство съставено от 18 отбора. Статусът му на „Легенда на Интер“ обаче избледнява, след като отново в края на кариерата си преминава в редиците на вечните врагове от АК Милан.

## Отличия
- Шампион на Италия: 4

Ювентус: 1985-86
Интер: 1988-89
Милан:1991-92, 1992-93
- Копа Италия: 1

Интер: 1982 г.
- Суперкупа на Италия: 1

Интер: 1989 г.
- Междуконтинентална Купа: 1

Ювентус: 1985 г.
- Купа на УЕФА: 1

Интер: 1991 г.
- Голмайстор на Серия А: 1

Интер: 1988-89 (22 гола)
- Орден за заслуги към република Италия: 1

30 септември 1991 г.